# ميغان كيمل
ميغان كيمل (بالإنجليزية: Megan Kimmel)‏ هي منافسة ألعاب القوى أمريكية، ولدت في 1980 في دنفر في الولايات المتحدة.

## وصلات خارجية
- ميغان كيمل على موقع الاتحاد الألماني للألترا ماراثون (الإنجليزية)
- ميغان كيمل على موقع الرابطة الدولية لركض المسار (الإنجليزية)